# Josef Mansfeld

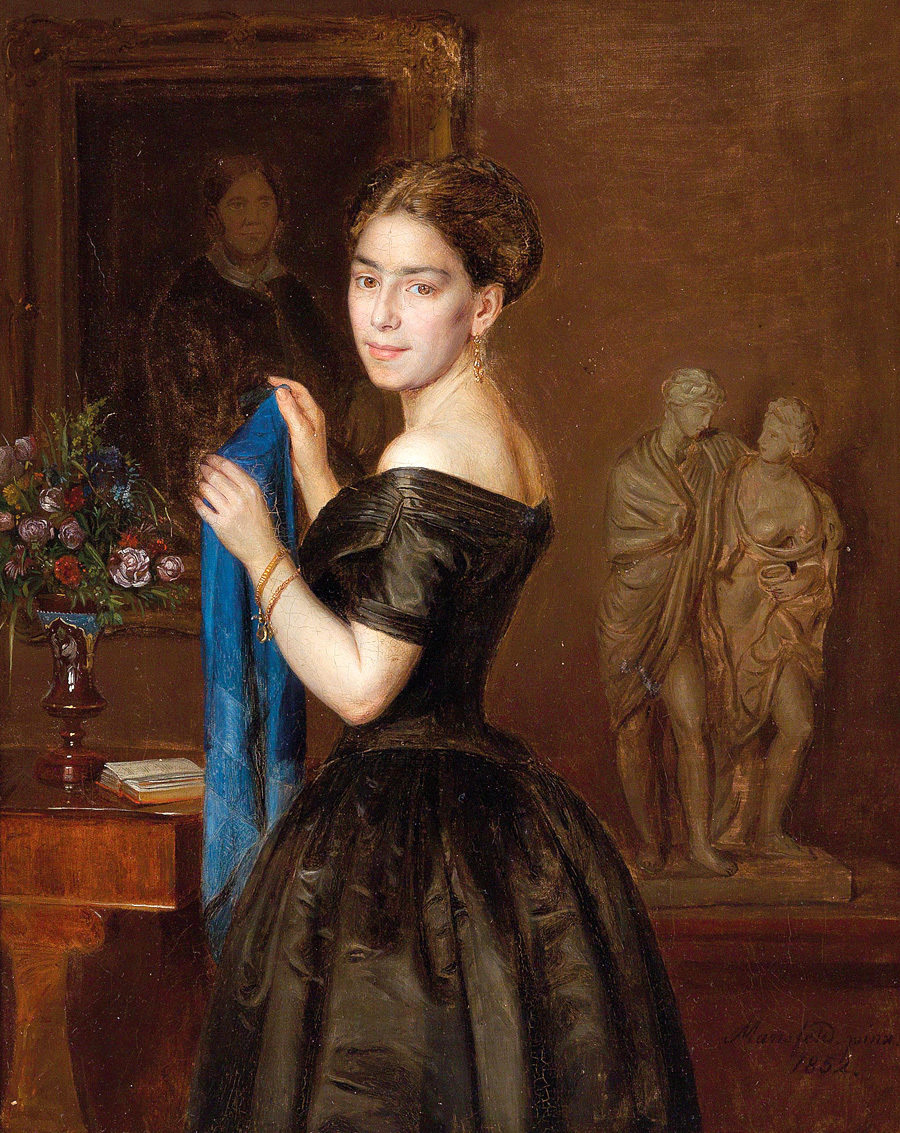
Dame mit blauem Tuch

Josef Mansfeld (*  25. August 1819 in Wien; † 19. April 1894 ebenda) war ein österreichischer Stillleben- und Porträtmaler. Er war Enkel des Kupferstechers Joseph Georg Mansfeld (1764–1817).
Josef Mansfeld studierte ab 1833 an der Akademie der bildenden Künste Wien. Mansfeld malte hauptsächlich Stillleben, seltener Porträts und manchmal Genrebilder. Seit 1845 nahm er an den Kunstausstellungen teil.